# Brachystelma furcatum
Brachystelma furcatum là một loài thực vật có hoa trong họ La bố ma. Loài này được Boele mô tả khoa học đầu tiên năm 1994.